# Andrij Vasziljovics Taran
Andrij Vasziljovics Taran (ukránul: Андрій Васильович Таран; Frankfurt-Odera, 1955. március 4.) ukrán katonatiszt, nyugalmazott altábornagy, diplomata és politikus. 2020 márciusától 2021. november 3-ig Ukrajna védelmi minisztere volt. 2022. május 4-től Ukrajna nagykövete Szlovéniában.

## Életrajza
1955-ben az NDK-beli Frankfurtban született, ott szolgáló szovjet katonacsaládba. 1972–1977 között a Kijevi Tüzér-műszaki Főiskolán (napjainkban: Ivan Csernyahovszkij Nemzeti Védelmi Egyetem) tanult rádiótechnikai szakon. Ezt követően a Szovjet Hadseregben egy légvédelmi rakétás egységnél szolgált. 1987-ben Kijevben a Légvédelmi Csapatok Akadémiáján parancsnoki képzést végzett el. Utána egy légvédelmi rakétaezred törzsfőnöke és parancsnokhelyettese volt.
1992-től 1994-ig az ukrán védelmi minisztérium központi apparátusában dolgozott. Közben, 1993-ban beiskolázták a kijevi Tarasz Sevcsenko Egyetem Nemzetközi Kapcsolatok Intézetébe, ahol katonadiplomáciai tanulmányokat folytatott. 1995-1996 között Washingtonban az Egyesült Államok Nemzetvédelmi Egyetemén stratégiai erőforrás gazdálkodást tanult. 1994 januárjától az ukrán katonai hírszerző szolgálat, a Védelmi Minisztérium Felderítő Főcsoportfőnökség (Ukrajna)e (HUR) munkatársa volt. 1996–1998 között dolgozott az Ukrán Nemzetbiztonsági és Védelmi Tanács (RNBOU) stratégiai elemző és tervező központjában, majd 1998-ban visszatért a védelmi minisztériumba.
1999-től Ukrajna washingtoni nagykövetségének katonai attaséjaként diplomáciai szolgálatot teljesített. Külszolgálata után, 2005-től Ukrajna védelmi minisztériumában dolgozott vezető beosztásban, majd 2008-től a Felderítő Főcsoportfőnökség főigazgatójának első helyettese volt. 2011–2014 között ismét diplomáciai szolgálatot teljesített Ukrajna ENSZ képviseletén. Hazatérése után, 2015. szeptember és november között a kelet-ukrajnai konfliktus kezelésére létrehozott minszki háromoldalú kontaktcsoportban tevékenykedett. 2015 decembere és 2016 áprilisa között az Ukrán Fegyveres Erők Szárazföldi Csapatainak parancsnok-helyettesi beosztását töltötte be. 2016-ban a katonai szolgálati idő 61 éves felső korhatárát elérve altábornagyi rendfokozattal nyugállományba és tartalékállományba helyezték.
2019-ben Ihor Szmesko (1997–2000 között a katonai hírszerzés vezetője, 2003–2005 között az Ukrán Biztonsági Szolgálat elnöke) 2019-es elnökválasztási kampánystábját irányította. Képviselőjelöltként indult a 2019-es parlamenti választáson, ahol Ihor Szmesko Erő és Becsület (Szila i cseszty) pártjának listáján a 24. helyen szerepelt. A párt a választáson azonban nem szerzett mandátumot, így Taran sem került be a parlamentbe.
2020. március 4-én Denisz Smihal kormányában védelmi miniszterré nevezték ki. E minőségében 2020. március 13-án tagja lett az Ukrán Nemzetbiztonsági és Védelmi Tanácsnak (RNBOU) is. Hivatali ideje alatt szakmai ellentétek voltak Taran és az Ukrán Fegyveres Erők 2021 júliusában felmentett főparancsnoka, Ruszlan Homcsak között. 2021. november 2-án, miután a kormányzó párt részéről egyre több kritika érte a tevékenységét, benyújtotta a lemondását, amelyet az Ukrán Legfelsőbb Tanács november 3-án 341 szavazattal elfogadott.
2022. május 4-én Volodimir Zelenszkij elnök Ukrajna szlovéniai nagykövetévé nevezte ki. Andrij Taran 2022. július 22-én adta át megbízólevelét Borut Pahor szlovén elnöknek.

## Magánélete
Nős, két leánygyermeke van. Anyanyelvén kívül angolul és oroszul beszél.

## Kitüntetései
- Bohdan Hmelnickij Érdemérem II. fokozata
- Bohdan Hmelnickij Érdemérem III. fokozata – 2008. augusztus 20.[10]